# Siegfried Lambor
Siegfried Lambor (* 16. September 1951) ist ein ehemaliger deutscher Fußballspieler. 

## Karriere
Siegfried Lambor spielte in der Jugend der der Stuttgarter Kickers und später in deren Amateurmannschaft. In der Profimannschaft in der zweitklassigen Süd Regionalliga Süd kam er beim Heimspiel am 19. September 1971 gegen den FC Bayern Hof zum Einsatz. Es folgten keine weiteren, fortan spielte Lambor wieder in der Amateurmannschaft der Kickers.